# Rosa webbiana
Espèce
Classification phylogénétique
Rosa webbiana est une espèce de plantes à fleurs de la famille des Rosaceae. C'est un rosier de la section des Cinnamomeae originaire de l'Himalaya, de l'Afghanistan et de Turkestan.

## Description
C'est un buisson de 2 mètres de haut, aux tiges tordues de couleur prune avec quelques aiguillons droits jaune pâle.
Les très nombreuses fleurs simples rose lilas éclosent en juin.
Les fruits sont de petits cynorrhodons de couleur rouge orangé, en forme de bouteille.

## Synonymes
- Rosa unguicularis Bertol.